# Ельза Беата Бунге
Ельза Беата Бунге (швед. Elsa Beata Bunge; 18 квітня 1734 — 19 січня 1819) — шведська дворянка, письменниця та вчена-ботанік.

## Біографія
Ельза Беата Бунге народилася 18 квітня 1734 року в сім'ї державного діяча, барона Фабіана Вреде (1694-1768) та Катаріни Шарлотти Спарре. У 1761 році вийшла заміж за графа Свена Бунге. Вона цікавилася ботанікою, у її володіннях була велика оранжерея. Садиба мала назву Beateberga, що означає «гора Беати». Бунге була пов'язана із Шведською королівською академією наук та вела листування з Карлом Ліннеєм. Написала ботанічну наукову працю Om vinrankors beskaffenhet efter sjelfva naturens anvisningar («Про природу винограду з погляду власне природи») з таблицями (1806); за цю роботу вона була визнана як ботанік.
Графиня Бунге привертала до себе увагу тим, що одягалася як мужчина, не носила спідницю. Про неї написано багато історій та анекдотів. Одна з історій стосується Густава III (1771—1792). Монарх помітив дивно вбрану жінку в Королівському оперному театрі Швеції та запитав, хто вона така. Бунге відповіла: «Скажіть Його Величності, що я донька державного діяча Фабіана Вреде та дружина державного діяча Свена Бунге»(швед.).
Померла у своїй садибі 19 січня 1819 року.

## Окремі наукові праці
- Om vinrankors beskaffenhet efter sjelfva naturens anvisningar (1806)